# جون سترينج
جون سترينج هو سياسي كندي، ولد في 2 سبتمبر 1788، وتوفي في 14 أكتوبر 1840.
ولد في إيست كيلبرايد، اسكتلندا عام 1788 وهاجر مع العديد من أشقائه حوالي عام 1805. خدم خلال حرب عام 1812 كمتطوع في الميليشيا الكندية، حيث كان ملازمًا للفوج الأول لميليشيا لاناركشاير المشاة الخفيفة.